# Liste der Kulturdenkmäler in Heisters
Die folgende Liste enthält die in der Denkmaltopographie ausgewiesenen Kulturdenkmäler auf dem Gebiet des Ortsteils Heisters der Gemeinde Grebenhain, Vogelsbergkreis, Hessen.
Hinweis: Die Reihenfolge der Denkmäler in dieser Liste orientiert sich an der Anschrift, alternativ ist sie auch nach der Bezeichnung oder der Bauzeit sortierbar.
Kulturdenkmäler werden fortlaufend im Denkmalverzeichnis des Landes Hessen durch das Landesamt für Denkmalpflege Hessen auf Basis des Hessischen Denkmalschutzgesetzes (HDSchG) geführt. Die Schutzwürdigkeit eines Kulturdenkmals hängt nicht von der Eintragung in das Denkmalverzeichnis des Landes Hessen oder der Veröffentlichung in der Denkmaltopographie ab.

| Bild | Bezeichnung           | Lage                                                   | Beschreibung | Bauzeit | Objekt-Nr. |
| --- | --------------------- | ------------------------------------------------------ | --- | ------- | ---------- |
| Bild gesucht BW | Gesamtanlage Heisters | Lage                                                   | |         |            |
| |                       | Am Steinhügel 1 LageFlur: 1, Flurstück: 36             | Hofanlage aus Wohn-Stall-Haus und Scheune, im frühen 19. Jahrhundert erbaut                                                           |         |            |
| |                       | Blankenauer Straße 1 LageFlur: 1, Flurstück: 57/6      | Streckhof mit Fachwerkelementen aus dem beginnenden 18. Jahrhundert                                                                   |         |            |
| |                       | Blankenauer Straße 2 LageFlur: 1, Flurstück: 35/4      | Fachwerkwohnhaus aus dem mittleren 18. Jahrhundert, im 19. oder frühen 20. Jahrhundert konstruktiv erneuert, Teil eines Winkelhofs    |         |            |
| |                       | Blankenauer Straße 4 LageFlur: 1, Flurstück: 45        | Eingeschossiger Streckhof mit zwei großen Zwerchhäusern im Wohnteil, 1837 erbaut                                                      | 1837    |            |
| |                       | Blankenauer Straße 7 LageFlur: 1, Flurstück: 48/3      | Traufständiger Einhof, dem Gefüge nach noch im 19. Jahrhundert errichtet                                                              |         |            |
| Backhaus in Heisters, Aufnahme 2013 · Backhaus in Heisters, Aufnahme 2013 | Backhaus              | Kohlenmühlenweg 1 LageFlur: 1, Flurstück: 48/3         | Basaltbruchsteinbau, wohl noch im 19. Jahrhundert errichtet                                                                           |         |            |
| Bild gesucht BW |                       | Kohlenmühlenweg 4 LageFlur: 1, Flurstück: 29/2         | Einhof aus dem frühen bis mittleren 19. Jahrhundert                                                                                   |         |            |
| Bild gesucht BW |                       | Steigerweg 3 LageFlur: 1, Flurstück: 28                | Siebenzoniger Einhof aus dem späten 19. Jahrhundert                                                                                   |         |            |
| Bild gesucht BW |                       | Steinfurter Straße 1 LageFlur: 1, Flurstück: 25/4      | Schindelverkleideter Einhof aus beginnenden 19. Jahrhundert als Teil einer Hofanlage                                                  |         |            |
| Alte Schule in Heisters, Ansicht von Südosten, Aufnahme 2005 · Alte Schule in Heisters, Ostgiebel, Aufnahme 2013 | Ehemalige Schule      | Steinfurter Straße 2 LageFlur: 1, Flurstück: 3         | Ehemaliges Schulhaus (1897–1969), 1897 erbaut, heute Dorfgemeinschaftshaus                                                            | 1897    |            |
| Evangelische Filialkirche in Heisters, Ansicht von Südosten, Aufnahme 2011 · Evangelische Filialkirche in Heisters, Ansicht von Süden, Aufnahme 2013 · Evangelische Filialkirche in Heisters, Ansicht von Südwesten, Aufnahme 2005 | Evangelische Kirche   | Steinfurter Straße 2A LageFlur: 1, Flurstück: 1        | Filialkirche des Evangelischen Kirchspiels Nieder-Moos, im Kern noch gotischer oder noch romanischer Rechteckbau, 1842–1843 erweitert |         |            |
| Ehemalige Mühle in Heisters, Ansicht von Osten, Aufnahme 2013 | Ehemalige Mühle       | Steinfurter Straße 4 LageFlur: 1, Flurstück: 6/2       | Wohnhaus von 1872, im rechten Winkel Wirtschaftstrakt aus dem frühen bis mittleren 19. Jahrhundert, Mühlenbetrieb bis 1925            |         |            |
| |                       | Steinfurter Straße 6 LageFlur: 1, Flurstück: 10/1      | Hofanlage, vermutlich im ersten Viertel des 19. Jahrhunderts entstanden                                                               |         |            |
| Brücke über die Lüder in Heisters, Ansicht von Westen, Aufnahme 2013 | Brücke über die Lüder | Steinfurter Straße o. Nr. LageFlur: 1, Flurstück: 34   | Dreibogige Brücke aus Basaltsteinen, in den letzten Jahren des 18. Jahrhunderts (nach 1792) errichtet                                 |         |            |
| Friedhof | Friedhof              | Steinfurter Straße o. Nr. LageFlur: 1, Flurstück: 15/1 | Von Trockenmauer umgeben, mit Grabstein von 1831                                                                                      |         |            |